# Copa del Rey Juvenil
El Campeonato de España Juvenil–Copa de Su Majestad el Rey, también conocida como Copa del Rey Juvenil, es un torneo de fútbol juvenil de España, de ámbito estatal, organizado por la Real Federación Española de Fútbol. Se disputa anualmente por un sistema de eliminación directa, a imagen y semejanza del Campeonato de España–Copa del Rey profesional.
Fue creada en 1951, siendo el F. C. Barcelona quien lidera el palmarés de la competición con 19 títulos, por delante de los 15 del Real Madrid C. F., vigente campeón. Junto al Atlético de Madrid, son los únicos ganadores de esta competición que han alcanzado el triplete de juveniles en una misma temporada (División de Honor, Copa de Campeones y Copa del Rey).

## Sistema de competición
La Copa se disputa anualmente, una vez finalizada primera vuelta de la liga de División de Honor. Toman parte 32 equipos: los cuatro mejores clasificados de cada uno de los siete grupos de la División de Honor, y los cuatro mejores quintos, que se determinan con los siguientes criterios:
1. Más puntos sumados
2. En caso de empate a puntos, la mayor diferencia entre goles marcados y recibidos
3. En caso de persistir la igualdad, el mayor número de goles marcados
4. En último caso, por sorteo

Para determinar al campeón, los 32 participantes se emparejan, por sorteo, en eliminatorias directas, por criterios geográficos en la primera eliminatoria, a un único partido en el campo del equipo mejor clasificado en la primera vuelta, excepto la final, que se disputa en formato de "final four" único en terreno neutral. En caso de empate en una eliminatoria, se disputa una prórroga y, en última instancia, el vencedor de la eliminatoria se determina con el lanzamiento de penaltis.

## Historial
Un total de dieciocho equipos han conseguido proclamarse campeones en 72 ediciones del torneo. Entre ellos figuran dos filiales, la Agrupación Deportiva Plus Ultra —actual Real Madrid Castilla Club de Fútbol— y el Sevilla Atlético Club, cuando antiguamente los equipos filiales podían también disputar las competiciones nacionales hasta que esta circunstancia se aboliese en 1991.
| Ed.                   | Temporada | Campeón                              | Res.                                 | Subcampeón                           | Sede                                                      |
| --------------------- | --------- | ------------------------------------ | ------------------------------------ | ------------------------------------ | --------------------------------------------------------- |
| Copa del Generalísimo |           |                                      |                                      |                                      |                                                           |
| I                     | 1950-51   | C. F. Barcelona                      | 5 - 1                                | S. D. Sueca                          |                                                           |
| II                    | 1951-52   | Atlético de Madrid                   | 4 - 2                                | Real Sociedad                        |                                                           |
| III                   | 1952-53   | Real Madrid C. F.                    | 0 - 0                                | C. F. Barcelona                      |                                                           |
| IV                    | 1953-54   | A. D. Plus Ultra                     | 2 - 1                                | R. C. D. Español                     |                                                           |
| V                     | 1954-55   | Real Sociedad                        | 2 - 0                                | Sevilla C. F.                        |                                                           |
| VI                    | 1955-56   | Atlético de Madrid                   | 4 - 0                                | Real Zaragoza                        |                                                           |
| VII                   | 1956-57   | Real Murcia                          | 6 - 1                                | Txorierri Frimotor                   |                                                           |
| VIII                  | 1957-58   | Atlético de Madrid                   | 2 - 1                                | Alicante C. F.                       |                                                           |
| IX                    | 1958-59   | C. F. Barcelona                      | 2 - 2                                | Sevilla C. F.                        |                                                           |
| X                     | 1959-60   | C. D. Firestone                      | 5 - 2                                | Real Murcia                          |                                                           |
| XI                    | 1960-61   | Valencia C. F.                       | 7 - 2                                | Deportes Elizondo                    |                                                           |
| XII                   | 1961-62   | Sevilla C. F.                        | 2 - 0                                | Atlético de Bilbao                   |                                                           |
| XIII                  | 1962-63   | Atlético de Bilbao                   | 2 - 0                                | Real Madrid C. F.                    |                                                           |
| XIV                   | 1963-64   | Atlético de Bilbao                   | 2 - 1                                | Real Madrid C. F.                    |                                                           |
| XV                    | 1964-65   | Atlético de Bilbao                   | 2 - 1                                | R. C. Celta de Vigo                  |                                                           |
| XVI                   | 1965-66   | Atlético de Bilbao                   | 5 - 0                                | C. D. Júpiter                        |                                                           |
| XVII                  | 1966-67   | Atlético de Bilbao                   | 2 - 0                                | C. F. Damm                           |                                                           |
| XVIII                 | 1967-68   | Real Madrid C. F.                    | 3 - 0                                | Real Sociedad                        |                                                           |
| XIX                   | 1968-69   | Real Madrid C. F.                    | 1 - 0                                | Triana Balompié                      |                                                           |
| XX                    | 1969-70   | Atlético de Bilbao                   | 3 - 2                                | U. D. Las Palmas                     |                                                           |
| XXI                   | 1970-71   | Real Madrid C. F.                    | 2 - 1                                | Atlético de Bilbao                   |                                                           |
| XXII                  | 1971-72   | U. D. Las Palmas                     | 2 - 1                                | Real Madrid C. F.                    | Santiago Bernabéu, Madrid (Madrid)                        |
| XXIII                 | 1972-73   | C. F. Barcelona                      | 4 - 2                                | Real Madrid C. F.                    |                                                           |
| XXIV                  | 1973-74   | F. C. Barcelona                      | 1 - 0                                | Real Madrid C. F.                    |                                                           |
| XXV                   | 1974-75   | F. C. Barcelona                      | 1 - 1 (4 - 2)                        | Real Murcia                          | Vicente Calderón, Madrid                                  |
| XXVI                  | 1975-76   | F. C. Barcelona                      | 4 - 0                                | Real Murcia                          | Santiago Bernabéu, Madrid                                 |
| Copa del Rey          |           |                                      |                                      |                                      |                                                           |
| XXVII                 | 1976-77   | F. C. Barcelona                      | 4 - 3                                | Real Zaragoza                        |                                                           |
| XXVIII                | 1977-78   | Real Madrid C. F.                    | 1 - 0                                | F. C. Barcelona                      |                                                           |
| XXIX                  | 1978-79   | Sevilla A. C.                        | 3 - 1                                | Athletic Club                        |                                                           |
| XXX                   | 1979-80   | F. C. Barcelona                      | 3 - 1                                | Real Zaragoza                        |                                                           |
| XXXI                  | 1980-81   | Real Madrid C. F.                    | 2 - 0                                | Real Murcia C. F.                    |                                                           |
| XXXII                 | 1981-82   | Real Madrid C. F.                    | 2 - 1                                | Athletic Club                        |                                                           |
| XXXIII                | 1982-83   | Real Betis                           | 3 - 1                                | Real Madrid C. F.                    |                                                           |
| XXXIV                 | 1983-84   | Athletic Club                        | 2 - 1                                | Real Madrid C. F.                    |                                                           |
| XXXV                  | 1984-85   | Real Madrid C. F.                    | 2 - 1                                | F. C. Barcelona                      |                                                           |
| XXXVI                 | 1985-86   | F. C. Barcelona                      | 6 - 3                                | Real Madrid C. F.                    |                                                           |
| XXXVII                | 1986-87   | F. C. Barcelona                      | 2 - 1                                | Athletic Club                        |                                                           |
| XXXVIII               | 1987-88   | Real Madrid C. F.                    | 1 - 1 (pen.)                         | F. C. Barcelona                      |                                                           |
| XXXIX                 | 1988-89   | F. C. Barcelona                      | 3 - 2                                | Athletic Club                        |                                                           |
| XL                    | 1989-90   | Real Betis                           | 4 - 2                                | F. C. Barcelona                      |                                                           |
| XLI                   | 1990-91   | Real Madrid C. F.                    | 1 - 1 (pen.)                         | F. C. Barcelona                      |                                                           |
| XLII                  | 1991-92   | Athletic Club                        | 1 - 1 (pen.)                         | Real Betis                           |                                                           |
| XLIII                 | 1992-93   | Real Madrid C. F.                    | 2 - 1                                | F. C. Barcelona                      |                                                           |
| XLIV                  | 1993-94   | F. C. Barcelona                      | 2 - 1                                | Real Madrid C. F.                    |                                                           |
| XLV                   | 1994-95   | Albacete Balompié                    | 2 - 1                                | Sevilla F. C.                        |                                                           |
| XLVI                  | 1995-96   | F. C. Barcelona                      | 4 - 2                                | Real Madrid C. F.                    |                                                           |
| XLVII                 | 1996-97   | Sevilla F. C.                        | 2 - 1                                | F. C. Barcelona                      |                                                           |
| XLVIII                | 1997-98   | Real Betis                           | 0 - 0 (pen.)                         | Deportivo Alavés                     | Salto del Caballo, Toledo                                 |
| XLIX                  | 1998-99   | Real Betis                           | 2 - 1                                | Real Madrid C. F.                    | Ciudad Deportiva, Olivenza, Badajoz                       |
| L                     | 1999-00   | F. C. Barcelona                      | 2 - 1                                | R. C. D. Mallorca                    | Municipal, Valdepeñas, Ciudad Real                        |
| LI                    | 2000-01   | R. C. D. Español                     | 2 - 0                                | Real Madrid C. F.                    | Nuevo Antonio Amilivia, León                              |
| LII                   | 2001-02   | F. C. Barcelona                      | 2 - 1                                | R. C. D. Mallorca                    | La Fuensanta, Cuenca                                      |
| LIII                  | 2002-03   | R. C. D. Español                     | 3 - 1 (t.s.)                         | R. C. D. Mallorca                    | El Toralín, Ponferrada, León                              |
| LIV                   | 2003-04   | R. C. D. Español                     | 3 - 2                                | C. A. Osasuna                        | Constantino Navarro, Baza, Granada                        |
| LV                    | 2004-05   | F. C. Barcelona                      | 2 - 0                                | Sporting de Gijón                    | Nou Sardenya, Barcelona                                   |
| LVI                   | 2005-06   | F. C. Barcelona                      | 2 - 0                                | Real Zaragoza                        | Los Pajaritos, Soria                                      |
| LVII                  | 2006-07   | Albacete Balompié                    | 2 - 1                                | Valencia C. F.                       | Fernando Ruiz Hierro, Vélez-Málaga, Málaga                |
| LVIII                 | 2007-08   | Sevilla F. C.                        | 2 - 0                                | F. C. Barcelona                      | El Montecillo, Aranda de Duero, Burgos                    |
| LIX                   | 2008-09   | Sevilla F. C.                        | 3 - 2 (t.s.)                         | Athletic Club                        | Enrique López Cuenca, Nerja, Málaga                       |
| LX                    | 2009-10   | Athletic Club                        | 2 - 0                                | Real Madrid C. F.                    | Francisco Bonet, Almuñécar, Granada                       |
| LXI                   | 2010-11   | F. C. Barcelona                      | 2 - 0                                | R. C. D. Español                     | Alfonso Murube, Ceuta                                     |
| LXII                  | 2011-12   | R. C. D. Español                     | 1 - 0                                | Málaga C. F.                         | San Fernando, Burriana, Castellón                         |
| LXIII                 | 2012-13   | Real Madrid C. F.                    | 4 - 0                                | Athletic Club                        | Las Viñas, Vera, Almería                                  |
| LXIV                  | 2013-14   | Sevilla F. C.                        | 1 - 1 (pen.)                         | Real Madrid C. F.                    | Ciudad del Fútbol de Las Rozas, Madrid                    |
| LXV                   | 2014-15   | Rayo Vallecano                       | 2 - 1                                | Real Madrid C. F.                    | Alfonso Murube, Ceuta                                     |
| LXVI                  | 2015-16   | Atlético de Madrid                   | 4 - 3                                | Real Madrid C. F.                    | Antonio Asensio, Palma de Mallorca                        |
| LXVII                 | 2016-17   | Real Madrid C. F.                    | 4 - 1                                | Atlético de Madrid                   | La Planilla, Calahorra (La Rioja)                         |
| LXVIII                | 2017-18   | Atlético de Madrid                   | 3 - 1                                | Real Madrid C. F.                    | La Fuensanta, Cuenca (Cuenca)                             |
| LXIX                  | 2018-19   | Villarreal C. F.                     | 3 - 0                                | Atlético de Madrid                   | Antonio Peroles, Roquetas de Mar (Almería)                |
|                       | 2019-20   | Competencia suspendida por COVID-19. | Competencia suspendida por COVID-19. | Competencia suspendida por COVID-19. | Competencia suspendida por COVID-19.                      |
|                       | 2020-21   | Competencia suspendida por COVID-19. | Competencia suspendida por COVID-19. | Competencia suspendida por COVID-19. | Competencia suspendida por COVID-19.                      |
| LXX                   | 2021-22   | Real Madrid C. F.                    | 2 - 1 (t.s.)                         | R. C. D. Español                     | Anxo Carro, Lugo (Lugo)                                   |
| LXXI                  | 2022-23   | Real Madrid C. F.                    | 2 - 1                                | U. D. Almería                        | Reino de León, León (León)                                |
| LXXII                 | 2023-24   | R. C. D. Mallorca                    | 0 - 0 (pen.)                         | R. C. D. Español                     | Carlos Tartiere, Oviedo (Asturias)                        |
| LXXIII                | 2024-25   | F. C. Barcelona                      | 5 - 0                                | Real Zaragoza                        | Municipal Villanovense, Villanueva de la Serena (Badajoz) |

## Palmarés
El trofeo que se entrega al club campeón de este torneo es el mismo que el que se entrega en la Copa del Rey a nivel profesional, pero de menor tamaño.
En la siguiente tabla se muestran todos los clubes que han disputado alguna vez una final de Copa. Aparecen ordenados por número de títulos conquistados. A igual n.º de títulos por n.º de subcampeonatos y si persiste la igualdad, por antigüedad de su primer título o participación.
| Equipo              | Finales | Títulos | Último campeonato | Subcampeonatos | Último subcampeonato |
| ------------------- | ------- | ------- | ----------------- | -------------- | -------------------- |
| F. C. Barcelona     | 28      | 19      | 2025              | 9              | 2008                 |
| Real Madrid C. F.   | 32      | 15      | 2023              | 17             | 2018                 |
| Athletic Club       | 17      | 9       | 2010              | 8              | 2013                 |
| Sevilla F. C.       | 8       | 5       | 2014              | 3              | 1995                 |
| Atlético de Madrid  | 7       | 5       | 2018              | 2              | 2019                 |
| R. C. D. Español    | 8       | 4       | 2012              | 4              | 2024                 |
| Real Betis          | 5       | 4       | 1999              | 1              | 1992                 |
| Albacete Balompié   | 2       | 2       | 2007              | -              | -                    |
| Real Murcia C. F.   | 5       | 1       | 1957              | 4              | 1981                 |
| R. C. D. Mallorca   | 4       | 1       | 2024              | 3              | 2003                 |
| Real Sociedad       | 3       | 1       | 1955              | 2              | 1968                 |
| Valencia C. F.      | 2       | 1       | 1961              | 1              | 2007                 |
| U. D. Las Palmas    | 2       | 1       | 1972              | 1              | 1970                 |
| A. D. Plus Ultra    | 1       | 1       | 1954              | -              | -                    |
| C. D. Firestone     | 1       | 1       | 1960              | -              | -                    |
| Sevilla Atlético    | 1       | 1       | 1979              | -              | -                    |
| Rayo Vallecano      | 1       | 1       | 2015              | -              | -                    |
| Villarreal C. F.    | 1       | 1       | 2019              | -              | -                    |
| Real Zaragoza       | 5       | -       | -                 | 5              | 2025                 |
| S. D. Sueca         | 1       | -       | -                 | 1              | 1951                 |
| Txorierri Frimotor  | 1       | -       | -                 | 1              | 1957                 |
| Alicante C. F.      | 1       | -       | -                 | 1              | 1958                 |
| S. D. Lengokoak     | 1       | -       | -                 | 1              | 1961                 |
| R. C. Celta de Vigo | 1       | -       | -                 | 1              | 1965                 |
| C. E. Júpiter       | 1       | -       | -                 | 1              | 1966                 |
| C. F. Damm          | 1       | -       | -                 | 1              | 1967                 |
| Triana Balompié     | 1       | -       | -                 | 1              | 1992                 |
| Deportivo Alavés    | 1       | -       | -                 | 1              | 1998                 |
| C. A. Osasuna       | 1       | -       | -                 | 1              | 2004                 |
| Sporting de Gijón   | 1       | -       | -                 | 1              | 2005                 |
| Málaga C. F.        | 1       | -       | -                 | 1              | 2012                 |
| U. D. Almería       | 1       | -       | -                 | 1              | 2023                 |

- Los equipos filiales no son reconocidos como un juvenil, ya que pueden albergar a jugadores de cualquier edad, incluso que hayan jugado en la liga profesional.